# CANO
是加拿大1970和1980年代里的一个前卫摇滚乐团，是安大略法语人口中在国际上最著名和最成功的乐团。

## 乐团
乐团的成员包括歌手和吉他手安德烈·拍耶芒（André Paiement）和拉歇尔·拍耶芒（Rachel Paiement）、小提琴手瓦希尔·科胡（Wasyl Kohut）、吉他手马赛尔·阿伊玛（Marcel Aymar）和戴维·波特（David Burt）、钢琴家米歇尔·坎德尔（Michel Kendel）低音吉他手约翰·丢尔（John Doerr）和鼓手米歇尔·达斯蒂（Michel Dasti）。乐团在安大略斯特金福爾斯附近有一座共有的农庄，他们的大多数录音是在那里做的。
乐团演奏的歌曲包括传统法国民歌以及阿伊玛、拍耶芒兄弟和罗伯特·迪克森写的歌。从他们的第三张唱片《日食》开始他们也开始唱英文歌。在魁北克和法国的法文流行歌曲列表上他们最成功，但是在英语加拿大也有很瞩目的流行歌曲。在加拿大电台上《日食》和《约会》均榜上有名。
1978年安德烈·拍耶芒自杀。
在1980年发行的《北方幽灵》中将流行音乐、摇滚乐和爵士乐的影响融合入民歌为基础的音乐风格。
同年拉歇尔·拍耶芒离开了乐团。乐团剩下的成员使用“面具”为名发行了一张名为《伪装》的唱片。
1981年科胡逝世。
1984年阿伊玛、波特、本·明克（Ben Mink）和玛丽·路·扎哈兰（Mary Lu Zahalan）一起进行巡回演出并录制了乐团最后一张唱片《可见》。他们在安大略、魁北克和日本演出后解散。

## 影响
加拿大电影局拍摄过一部名为《，一个集体试验》的纪录片。还参与建立了萨德伯里的两个音乐节：双语言的民歌节北极光节和法语安大略的文化节湖畔之夜。至今为止这两个节日依然举办。
2003年加拿大环球唱片发行了一张最大流行歌曲的编辑唱片作为其20世纪大师系列之一。